# Дегтярьов Єгор Андрійович
Єгор Дегтярьов (рос. Егор Андреевич Дегтярёв; нар. 25 лютого 1992) — російський плавець.
Учасник Олімпійських Ігор 2012 року, де в попередніх запливах на дистанції 400 метрів вільним стилем посів 20-те місце і не потрапив до фіналу.